# Рачугін Віктор Анатолійович
Ві́ктор Анато́лійович Рачу́гін (1985—2021) — солдат Збройних сил України, учасник російсько-української війни.

## Життєпис
Народився 1985 року в місті Запоріжжя.
На військовій службі в ЗС України — з березня 2021 року; старший солдат. Старший оператор; 17-та окрема танкова бригада.
Загинув 27 жовтня 2021 року під час бойового чергування на позиції поблизу села Новотошківське Попаснянського району Луганської області, зазнавши наскрізного кульового поранення грудної клітки під час ворожого обстрілу зі стрілецької зброї.
Без Віктора лишились мати, сестра та син 2011 р.н.
Похований 30 жовтня 2021 року в місті Запоріжжя, цвинтар св. Миколая.

## Нагороди
- Указом Президента України № 25/2022 від 21 січня 2022 року «за особисту мужність і самовіддані дії, виявлені у захисті державного суверенітету та територіальної цілісності України» — нагороджений орденом «За мужність» III ступеня (посмертно)[2].